# Hanna Lundberg
Hanna Sofia Lundberg, född 16 juli 2002 i Luleå i Norrbotten, är en svensk orienterare, skidåkare, löpare och skidorienterare. Hon tävlar i orientering för OK Renen, i skidåkning för Luleå Gjutarens IF och i skidorientering för OK Renen. 
Hanna Lundberg har studerat på orienteringsgymnasiet i Sandviken.
Lundberg fick sitt genombrott när hon i JVM i skidorientering 2021 i Otepää i Estland vann sprint, medeldistans och långdistans och tog silver i stafett. I orientering fick hon sitt genombrott när hon tog en 2:a plats i det svenska EM-testet i sprint i Norrtälje 2021, där hon slog flera landslagslöpare. Lundberg vann en guldmedalj i medeldistans vid juniorvärldsmasterskapen i Turkiet 2021 där hon också sprang tredjesträckan i det vinnande svenska stafettlaget. I sprint vann hon en silvermedalj, bara 5 sekunder efter vinnaren. I senior-EM 2021 kom hon på 8:e plats i sprinten.  Lundberg vann sin första världscuptävling i orientering i en medeldistanstävling i Idre 2021. Lundberg slutade på 3:e plats i världscupen i orientering 2021.
2022  missade hon såväl EM som junior- och senior-VM på grund av en skada. När de uppskjutna skogsdistanserna från juniorvärldsmästerskapen 2022 genomfördes i Portugal under första novemberveckan, 4-6 november 2022, tog Lundberg två guldmedaljer  på medeldistans och långdistans, samt ett guld tillsammans med det svenska stafettlaget, där hon sprang tredjesträckan.
2023 tog Lundberg vid sin debut i Världsmästerskapen en bronsmedalj på medeldistans och en guldmedalj i stafett tillsammans med Sara Hagström och Tove Alexandersson. Vid EM 2023 slutade Lundberg på fjärde plats i knockoutsprintens final. Vid VM 2025 vann Lundberg en bronsmedalj på medeldistansen samt en guldmedalj i stafett tillsammans med Sanna Fast och Tove Alexandersson.
Vid europamästerskapen 2024 i Mór, Ungern deltog Lundberg tillsammans med Johanna Ridefelt och Tove Alexandersson i det svenska stafettlag som blev bronsmedaljörer, efter Schweiz och Norge.